# 雩山
雩山，位于中国江西省南部，为东北—西南走向，纵贯南城、宜黄、南丰、广昌、宁都、于都、兴国、赣县等地，长约250公里。于山的最高峰为军峰山，海拔1761米。于山是赣江和抚河的分水岭。